# Heinrich von Lützelburg
Heinrich von Lützelburg OFM († 8. Februar 1274) war von 1247 bis 1251 Bischof von Semgallen, von 1251 bis 1263 Bischof von Kurland und von 1263 bis 1274 Bischof von Chiemsee.

## Leben
Heinrich, dessen Geburtsjahr nicht bekannt ist, entstammte dem Geschlecht der Lützelburger und gehörte dem Orden der Franziskaner an. Im Dezember 1247 übertrug Papst Innozenz IV. Heinrich von Lützelburg das livländische Bistum Semgallen. Die Bischofsweihe sollte im päpstlichen Auftrag durch den Erzbischof von Preußen, Livland und Estland, Albert Suerbeer, erfolgen. Nachdem dieser dem Auftrag nicht nachkam, wurde Heinrich von seinem Onkel, dem Mainzer Erzbischof Siegfried III. von Eppstein in Mainz geweiht. Es ist nicht bekannt, ob sich Heinrich je in Semgallen aufgehalten hat. Für 1249 ist jedenfalls ein Aufenthalt in Petershausen bei Konstanz belegt, wo er einen Altar weihte. Im selben Jahr konsekrierte er zwei Altäre in der Kirche von Zoffingen bei Bern und erteilte auf der Kästenburg den Zisterzienserinnen des Klosters Lichtenthal Ablässe.
Nachdem das Bistum Semgallen am 3. März 1251 aufgehoben und dem Erzbistum Riga zugeschlagen worden war, erhielt Heinrich von Papst Innozenz IV. das vakante Bistum Kurland. Dort sollte er u. a. zusammen mit dem Bischof von Ösel die Einhaltung des päpstlichen Schutzversprechens überwachen, das dem litauischen Großfürsten Mindowe abgegeben wurde. In Absprache mit Gunther von Wüllersleben, dem Hochmeister des Deutschen Ordens, gründete Heinrich die Burg Memel, die als Bischofssitz dienen sollte. Nach der Teilung Kurlands ließ er vom Hochmeister die Grenzen seines Sprengels festlegen und begab sich, vermutlich in Begleitung des Bischofs von Ösel nach Nordwestdeutschland und Frankreich. Belegt sind Aufenthalte in Lübeck und Sens, wo er Verhandlungen mit dem livländischen Hochmeister des Deutschen Ordens führte. Im Frühjahr 1255 setzte er sich in Hachenborn in Hessen für einen Wiederaufbau des abgebrannten Augustiner-Frauenklosters ein. Im April 1257 war er in seiner Diözese und sollte im selben Jahr im Auftrag des Papstes Alexander IV. in Livland als Prediger für den Kreuzzug werben. Zusammen mit dem livländischen Ordensmeister Burkhard von Hornhausen regelte er 1258 in Memel die Pfarrorganisation der dem Orden unterworfenen Teile Kurlands. Vermutlich wegen des Kurenaufstandes und Einfälle der Litauer verließ er nach der Schlacht an der Durbe 1260 seine Diözese. Jedenfalls ist sein Aufenthalt im selben Jahr in Köln bezeugt, als er dort die Kirche des Minoritenklosters konsekrierte. Mit einer undatierten Urkunde, die vermutlich 1262 ausgestellt worden war, bestätigte er dem Domkapitel von Riga dessen Besitzungen, um die es später immer wieder zu Streitigkeiten kam.
Obwohl das Recht der Ernennung und Investitur der Bischöfe von Chiemsee dem Salzburger Erzbischof zustand, ernannte Papst Urban IV. nach dem Tod des Chiemseer Bischofs Heinrich am 13. Februar 1263 Heinrich von Lützelburg zu dessen Nachfolger. Die Einmischung des Papstes war wegen des damals herrschenden Salzburger Kirchenstreits, bei dem es um den Elekten Philipp von Spanheim ging, gerechtfertigt. Zwar wandte sich Heinrich nicht gegen Philipp von Spanheim, unterstützte jedoch Wladislaw von Schlesien, der 1267 von seinem früheren Hofmeister und nunmehrigen Bischof von Passau Petrus unter Assistenz Heinrichs geweiht wurde. An der im selben Jahr erfolgten Aussöhnung mit Philipp von Spanheim war auch Heinrich beteiligt.
Von Heinrichs Amtshandlungen ist bekannt, dass er 1267 im Zisterzienserkloster Raitenhaslach den Altar in der Kapelle der Heiligen Simon und Judas Thaddäus weihte und 1268 der Pfarrei Pillersee die bisherigen Privilegien bestätigte. 1271 gewährte er Ablässe für den Dominikusaltar in der Kirche des Frauenklosters Lienz, für den Bau der Kirche in Heiligenblut und für die Maria-Magdalena-Kapelle in Ridnaun, die durch ein Feuer zerstört worden war.
Heinrich von Lützelburg starb am 8. Februar 1274. Sein Leichnam wurde vermutlich in der Klosterkirche Herrenchiemsee beigesetzt.